# Jon Rahm
Jon Rahm Rodríguez (Barrika, 10 novembre 1994) è un golfista spagnolo.
Già al numero 1 della classifica mondiale del golf amatoriale, per un tempo record di 60 settimane, è giunto al primo posto del ranking ufficiale dopo aver vinto il Memorial Tournament nel luglio 2020, tornando poi ad occupare la posizione più alta in seguito alla vittoria dello U.S. Open nel giugno 2021: è stato il primo spagnolo a trionfare nel prestigioso torneo.

## Carriera

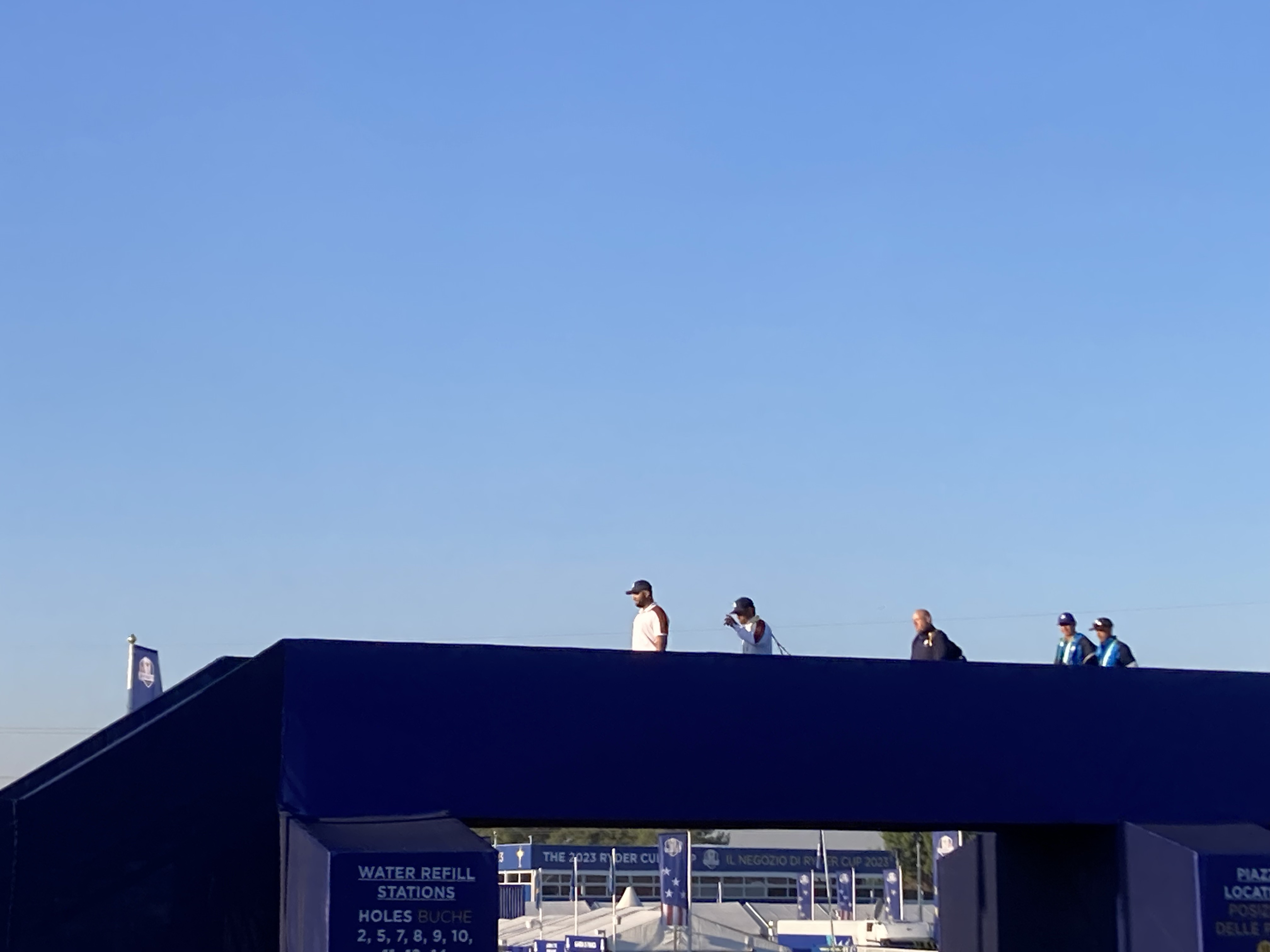
Jon Rahm durante la Ryder Cup 2023

Frequentò l’Università statale dell'Arizona e vinse 11 tornei in ambito universitario, secondo solo a Phil Mickelson che ottenne 16 titoli. Nel 2015 partecipò da amatore al Phoenix Open, finendo quinto. Il 1º aprile divenne primo nel World Amateur Golf Ranking e lo rimase per 25 settimane, poi riguadagnò la posizione per mantenerla altre 35 settimane. Si qualificò così per lo U.S. Open e l’Open Championship dell’anno seguente: nel primo dei due tornei arrivò ventitreesimo, quindi passò al professionismo, perdendo contestualmente il diritto a giocare all’Open.
Il Quicken Loans National fu il suo primo evento da professionista e lo terminò da terzo. L’Open del Canada invece lo vide arrivare secondo. Al termine della stagione ottenne una card per il PGA Tour 2017. Rahm trovò il suo primo successo nel Farmers Insurance Open grazie ad un eagle all’ultima buca, riuscendo ad entrare nei maggiori tornei del panorama mondiale. Al Mexico Championship, evento della serie dei World Golf Championships, finisce terzo, a due colpi dal vincitore Dustin Johnson, mentre nel secondo evento, il Dell Technologies Match Play, perse la finale contro lo stesso Johnson. In seguito vinse di ben sei colpi l’Irish Open e il torneo finale della stagione dello European Tour, il DP World Tour Championship, Dubai, conquistando anche il premio di esordiente dell’anno.
Iniziò il 2018 con un secondo posto al Tournament of Champions, ancora dietro a Dustin Johnson, poi però arrivò il trionfo al CareerBuilder Challenge con cui raggiunse la seconda posizione nel ranking: seguì quello all’Open di Spagna e quello alla Ryder Cup 2018 insieme alla squadra europea. Terminò l’annata ottenendo anche il titolo all’Hero World Challenge a dicembre. Nel 2019 arrivò il successo al Zurich Classic of New Orleans e il terzo posto allo U.S. Open. Tornò poi a vincere l’Irish Open e difese il titolo all’Open di Spagna. Nel finale di stagione trionfa ancora al DP World Tour Championship, Dubai, terminando così in testa la Race to Dubai e divenendo Golfista dell’Anno dello European Tour.
Nell’anno segnato della pandemia di COVID-19, grazie al titolo del Memorial Tournament diviene primo nella classifica mondiale, secondo spagnolo nella storia a riuscirci dopo Severiano Ballesteros. Ad agosto vince anche il BMW Championship, battendo Dustin Johnson al playoff. A giugno 2021 è stato costretto ad abbandonare il Memorial Tournament, dove stava guidando con un distacco di sei colpi al termine del terzo giro, a causa della positività al test del COVID-19. Già il 20 giugno è però arrivato il suo primo trionfo in un major, allo U.S. Open, grazie a due birdie nelle ultime due buche. A luglio si piazza terzo all'Open Championship a pari merito con Louis Oosthuizen. Successivamente a ottobre trionfa una seconda volta nella Ryder Cup 2023.
L'8 dicembre 2023 viene annunciato il passaggio del golfista spagnolo dal PGA Tour al circuito saudita LIV Golf con cui ha firmato un contratto di partecipazione triennale il cui guadagno è stimato circa 550 milioni di euro.

## Vittorie professionali (23)

### PGA Tour vittorie (11)
| Legenda                      |
| Tornei Major (2)             |
| FedEx Cup playoff eventi (1) |
| Altri PGA Tour (8)           |

| N° | Data             | Torneo                         | Punteggio di vittoria | To par | Margine | Secondo/i                                |
| -- | ---------------- | ------------------------------ | --------------------- | ------ | ------- | ---------------------------------------- |
| 1  | 29 gennaio 2017  | Farmers Insurance Open         | (72–69–69–65=275)     | -13    | 3 colpi | Charles Howell III, Pan Cheng-tsung      |
| 2  | 21 gennaio 2018  | CareerBuilder Challenge        | (62–67–70–67=266)     | -22    | Playoff | Andrew Landry                            |
| 3  | 28 aprile 2019   | Zurich Classic of New Orleans  | (64–65–64–69=262)     | -26    | 3 colpi | Tommy Fleetwood, Sergio García Fernández |
| 4  | 19 luglio 2020   | Memorial Tournament            | (69–67–68–75=279)     | -9     | 3 colpi | Ryan Palmer                              |
| 5  | 30 agosto 2020   | BMW Championship               | (75–71–66–64=276)     | -4     | Playoff | Dustin Johnson                           |
| 6  | 20 giugno 2021   | U.S. Open                      | (69–70–72–67=278)     | -6     | 1 colpo | Louis Oosthuizen                         |
| 7  | 1 maggio 2022    | Mexico Open                    | 64-66-68-69=267       | −17    | 1 colpo | Tony Finau, Kurt Kitayama, Brandon Wu    |
| 8  | 8 gennaio 2023   | Sentry Tournament of Champions | 64-71-67-63=265       | −27    | 2 colpi | Collin Morikawa                          |
| 9  | 22 gennaio 2023  | The American Express (2)       | 64-64-65-68=261       | −27    | 1 colpo | Davis Thompson                           |
| 10 | 19 febbraio 2023 | Genesis Invitational           | 65-68-65-69=267       | −17    | 2 colpo | Max Homa                                 |
| 11 | 9 aprile 2023    | Masters Tournament             | 65-69-73-69=276       | −12    | 4 colpi | Brooks Koepka, Phil Mickelson            |

### European Tour (10)
NB: le vittorie ufficiali nello European Tour comprendono 1 torneo Major già elencato nelle vittorie del PGA Tour (questi tornei sono eventi ufficiali di entrambi i Tour).
| Legend                  |
| Tornei Major (2)        |
| Tour Championships (3)  |
| Rolex Series (5)        |
| Altri European Tour (3) |

| N° | Data             | Torneo                                | Punteggio di vittoria | To par | Margine | Secondo/i                         |
| -- | ---------------- | ------------------------------------- | --------------------- | ------ | ------- | --------------------------------- |
| 1  | 9 luglio 2017    | Irish Open                            | (65–67–67–65=264)     | -24    | 6 colpi | Richie Ramsay, Matthew Southgate  |
| 2  | 19 novembre 2017 | DP World Tour Championship, Dubai     | (69–68–65–67=269)     | -19    | 1 colpo | Kiradech Aphibarnrat, Shane Lowry |
| 3  | 15 aprile 2018   | Open di Spagna                        | (67–68–66–67=268)     | -20    | 2 colpi | Paul Dunne                        |
| 4  | 7 luglio 2019    | Irish Open (2)                        | (67–71–64–62=264)     | -16    | 2 colpi | Andy Sullivan, Bernd Wiesberger   |
| 5  | 6 ottobre 2019   | Open di Spagna (2)                    | (66-67-63-66=262)     | -22    | 5 colpi | Rafa Cabrera-Bello                |
| 6  | 24 novembre 2019 | DP World Tour Championship, Dubai (2) | (66–69–66–68=269)     | -19    | 1 colpo | Tommy Fleetwood                   |
| 7  | 20 giugno 2021   | U.S. Open                             | (69-70-72-67=278)     | -6     | 1 colpo | Louis Oosthuizen                  |
| 8  | 9 ottobre 2022   | Open di Spagna                        | (64-68-65-62=259)     | -25    | 6 colpi | Matthieu Pavon                    |
| 9  | 20 novembre 2022 | DP World Tour Championship, Dubai     | (70-66-65-67=268)     | -20    | 2 colpi | Tyrrell Hatton, Alex Norén        |
| 10 | 9 aprile 2023    | The Masters                           | (65-69-73-69=276)     | -12    | 4 colpi | Brooks Koepka, Phil Mickelson     |

### LIV Golf (2)
| N° | Data              | Torneo           | Punteggio di vittoria | To par | Margine | Secondo/i                                      |
| -- | ----------------- | ---------------- | --------------------- | ------ | ------- | ---------------------------------------------- |
| 1  | 28 luglio 2024    | LIV Golf UK      | 63-70-67=200          | −13    | 1 colpo | Tyrrell Hatton, Joaquín Niemann, Cameron Smith |
| 2  | 15 settembre 2024 | LIV Golf Chicago | 69-64-66=199          | −11    | 3 colpi | Sergio García, Joaquín Niemann                 |

Record negli spareggi (playoff) in LIV Golf (0–1)
| Nr. | Anno | Torneo              | Avversario    | Risultato                               |
| --- | ---- | ------------------- | ------------- | --------------------------------------- |
| 1   | 2024 | LIV Golf Greenbrier | Brooks Koepka | Perde con un par alla prima extra buca. |

### Altre vittorie (1)
| N° | Data            | Torneo               | Punteggio di vittoria | Margine | Secondo    |
| -- | --------------- | -------------------- | --------------------- | ------- | ---------- |
| 1  | 2 dicembre 2018 | Hero World Challenge | -20 (71–63–69–65=268) | 4 colpi | Tony Finau |

## Tornei Major

### Vittorie (2)
| Anno | Campionato  | 54 buche           | Punteggio di vittoria | Margine | Secondo/i                     |
| ---- | ----------- | ------------------ | --------------------- | ------- | ----------------------------- |
| 2021 | U.S. Open   | 3 colpi di deficit | −6 (69-70-72-67=278)  | 1 colpo | Louis Oosthuizen              |
| 2023 | The Masters | 2 colpi di deficit | −12 (65-69-73-69=276) | 4 colpi | Brooks Koepka, Phil Mickelson |